# شيلا بوند
شيلا بوند (بالإنجليزية: Sheila Bond)‏ هي ممثلة أمريكية، ولدت في 16 مارس 1928 في نيويورك في الولايات المتحدة، وتوفي بنفس المكان في 25 مارس 2017 بسبب مرض.

## وصلات خارجية
- شيلا بوند على موقع IMDb (الإنجليزية)
- شيلا بوند على موقع قاعدة بيانات برودواي على الإنترنت (الإنجليزية)
- شيلا بوند على موقع قاعدة بيانات الفيلم (الإنجليزية)